# Al doilea triumvirat

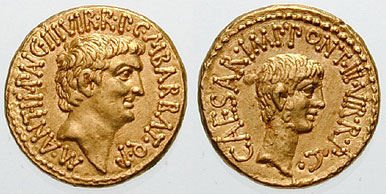
Monede romane cu Marc Antoniu (stânga) și Octavian (dreapta). Emise în 41 î.Hr., celebrau înființarea celui de-al doilea triumvirat de către Octavian, Antoniu și Marcus Aemilius Lepidus în 43 î.Hr. Pe ambele părți este inscripția "III VIR R P C", adică "Unul din cei trei bărbați care reglementează republica".

Al doilea triumvirat a fost o guvernare formală între Octavian și Marc Antoniu, rivali pentru preluarea puterii, și un al treilea, Marcus Aemilius Lepidus. Acesta a fost înlăturat în scurt timp, Marc Antoniu a fost eliminat în timpul unui război civil, Octavian rămânând singurul conducător.
După asasinarea lui Caesar, prietenul și locotenentul său șef, Marcus Antonius, s-a folosit de ultimul testament al lui Cezar într-un briliant discurs împotriva asasinilor, incitând mulțimea. Asasinii au fugit către Grecia. În testament, nepotul său Octavianus, totodată fiul adoptiv al lui Caesar, a fost numit moștenitorul său politic. Octavian s-a întors din Grecia (unde el și prietenii săi, Marcus Vipsanius Agrippa și Gaius Maecenas ajutau în adunarea legiunilor macedonene pentru invazia planificată asupra Parthiei) și a strâns o mică armată din rândurile veteranilor lui Caesar. După câteva neînțelegeri inițiale, Antonius, Octavianus și Marcus Aemilius Lepidus,  au format Al doilea Triumvirat. Puterea lor îmbinată a dat triumvirilor forță absolută. În 42 î.Hr., i-au urmărit pe asasini în Grecia, și în majoritate din prisma calității de general a lui Antoniu , i-au înfrânt în Bătălia de la Philippi pe 23 octombrie.
În 40 î.Hr., Antoniu, Octavian și Lepidus au negociat Pactul de la Brundisium. Antoniu a primit cele mai bogate provincii din est, anume Achaea și Macedonia (Grecia actuală),  Epirus,  Bithinia și Asia (Turcia actuală),  Siria,  Cipru și Cyrenaica și a fost foarte aproape de Egipt, pe atunci cel mai bogat dintre toate. De cealaltă parte, Octavian a primit provinciile romane din vest: Italia, Galia (Franța actuală) și Hispania (actualmente Spania și Portugalia). Aceste teritorii erau mai sărace, însă tradițional ofereau o mai bună recrutare de soldați; Lepidus a primit mica provincie a Africii (Tunisia actuală) pentru a o guverna. De aici înainte, lupta pentru puterea supremă se va da între Antoniu și Octavian.
În vest, Octavian și Lepidus trebuiau întâi să se ocupe de Sextus Pompeius,  fiul în viață a lui Pompei, care luase controlul asupra Siciliei și desfășura operațiuni pirate în întreaga Mediterană, periclitând transporturile crucialelor grâne egiptene către Roma. În 36 î.Hr., Lepidus, în timp ce asedia forțele lui Sextus în Sicilia, a ignorat ordinul lui Octavian ca nici o capitulare să fie permisă. Atunci Octavian a mituit legiunile lui Lepidus, iar acestea l-au dezertat. Efectul a fost înlăturarea puterii militare și politice de care dispunea Lepidus.
În est, Antoniu se afla în război împotriva parthinienilor. Campania lui nu a fost atât de reușită precum și-ar fi sperat, deși mult mai victorioasă decât a lui Crassus. A început o relație amoroasă cu Cleopatra, care a dat naștere a trei fii ai săi. În 34 î.Hr., la Donațiile din Alexandria, Antoniu a „dăruit“ mult din jumătatea estică a imperiului copiilor săi cu Cleopatra. În Roma, acest fapt și însușirea testamentului lui Marc Antoniu (în care și-a exprimat dorința devenită ulterior faimoasă, de a fi îngropat în iubita sa Alexandria) au fost folosite de către Octavian într-un război de propagandă vicios, acuzându-l pe Antoniu că ar fi devenit sălbatic, devenind complet un sclav al Cleopatrei și dezertând cauza Romei. S-a asigurat să nu-l atace pe Antoniu direct pentru că acesta era încă foarte popular în Roma; în schimb, întreaga vină a fost atribuită Cleopatrei.
În 31 î.Hr. a început în sfârșit războiul. Aproximativ 200 de senatori, o treime a Senatului, l-au abandonat pe Octavian pentru a-i sprijini pe Antoniu și Cleopatra. Consilierul-șef și extraordinarul lider militar al lui Octavian, Agrippa, a capturat Methone în Grecia. Marea confruntare finală a Republicii romane a avut loc la 2 septembrie 31 î.Hr., în Bătălia navală de la Actium, unde flota lui Octavian aflată sub comanda lui Agrippa a înfrânt mai marea flotă a lui Antoniu și Cleopatrei; cei doi iubiți au fugit către Egipt. Datorită victoriei lui Octavian și priceputa sa folosire a propagandei, negocierii și mituirii, multe legiuni din Grecia, Asia Mică și Cyrenaica i s-au alăturat.